# Callimus testaceus
Callimus testaceus är en skalbaggsart som beskrevs av Maurice Pic 1922. Callimus testaceus ingår i släktet Callimus och familjen långhorningar. Inga underarter finns listade.